# Coelotes cylistus
Coelotes cylistus là một loài nhện trong họ Amaurobiidae.
Loài này thuộc chi Coelotes. Coelotes cylistus được miêu tả năm 1997 bởi Peng & Jia-Fu Wang.